# أنتوني هدسون
أنطوني باتريك هدسون (بالإنجليزية: Anthony Patrick Hudson)‏ (مواليد 11 مارس 1981) مدرب كرة قدم محترف إنجليزي وحاليا مدرب الفريق الأمريكي كولورادو رابيدز المشارك في الدوري الأمريكي لكرة القدم.
أصبح هدسون أحد أصغر المدربين الذي حصلوا على رخصة الاتحاد الأوروبي الاحترافية للتدريب وهي أعلى رخصة تدريب في كرة القدم في عام 2012. تولى هدسون تدريب منتخبين دوليين وفاز ببطولتين دوليتين وتأهلت إلى كأس آسيا 2015 وكأس القارات 2017. أصبح هدسون أيضا أصغر مدرب على الإطلاق يدرب منتخب في تاريخ كأس القارات.

## المسيرة لاعبا
منذ سن مبكرة كانت كرة القدم جزءا رئيسيا من حياة هدسون. بدأ هدسون اللعب في فئة الشباب في نادي الدوري الإنجليزي الممتاز وست هام يونايتد قبل أن تتم إعارته إلى نادي لوتون تاون. بعد أن سرحه وست هام يونايتد وقع هدسون على صفقة لمدة عامين مع فريق الدرجة الأولى الهولندي إن إي سي نيميخن ولكن بعد ستة أشهر طلب فسخ العقد وعاد إلى بلاده إنجلترا. ثم انتقل إلى النادي الأمريكي السفلي ويلمنغتون هامرهيدز في عام 2006 حيث شارك في نهاية المطاف في 10 مباريات في بطولة الدوري.

## المسيرة التدريبية

### الدوري الأمريكي
في عام 2005 أصبح هدسون لاعب ومساعد مدرب فريق الدرجة الثانية ويلمينغتون هامرهيدس بعد أن قضى العامين الماضيين في العمل كمدرب أكاديمية في نادي ديابلوس.
في 28 أكتوبر 2008 تم تعيين هدسون مدرب لريال ماريلاند مونارتشيس في سن 27. كان قد أصبح أصغر مدرب في الولايات المتحدة في ذلك الوقت. في الموسم الأول له كمدرب فقد قاد الفريق الذي أنهى الموسم الماضي باحتلال المركز الأخير في عام 2008 إلى المركز الخامس والتأهل إلى تصفيات الصعود. خسر ريال ماريلاند مونارتشس في الدور ربع النهائي من شارلوت إيجلز 3-1. تم ترشيح هدسون لجائزة أفضل مدرب في الدرجة الثانية لعام 2009.
في عام 2010 احتل ريال ماريلاند مونارتشس المركز الأخير في الدرجة الثانية ولم يستطع تحقيق الفوز في المباريات العشر الأخيرة من الموسم. بعد التغلب على ريدينغ يونايتد في الجولة الأولى من بطولة الولايات المتحدة المفتوحة عام 2010 تمت الإطاحة بريال ماريلاند مونارتشس في الجولة الثانية من قبل ريتشموند كيكرز. غادر هدسون ريال ماريلاند مونارتشس في ختام موسم 2010 بعد قضائه موسمين معهم.

### توتنهام هوتسبر
بعد مغادرته ريال ماريلاند بعد موسم 2010 عاد هدسون إلى المملكة المتحدة لتولي تدريبات رديف توتنهام هوتسبير.

### نيوبورت كونتي
في أبريل 2011 تم تعيين هدسون البالغ من العمر 30 عاما مدربا لفريق الدرجة الخامسة نيوبورت كونتي مع تبقي سبع مباريات من موسم 2010-11. اعتبر ريدناب أن هدسون هو جوزيه مورينيو الشاب.
تولى هدسون مسؤولية نيوبورت كونتي للمرة الأولى عندما فاز 2-1 على دارلينغتون. أنهى الموسم بتحقيق ثلاثة انتصارات أخرى وخسارتين ليحتل الفريق المركز التاسع في نهاية موسم 2010-2011. في يوليو 2011 حصل هدسون على رخصة الاتحاد الأوروبي الاحترافية للتدريب. في 28 سبتمبر 2011 بعد أن فاز نيوبورت لمرة واحدة فقط في أول 12 مباراة تمت إقالة هدسون على الرغم من حصوله على «الدعم الكامل من الفريق» وكبار اللاعبين الذين «تواصلوا مع الصحافة للسماح للجماهير بمعرفة ما يعتقده اللاعبين». بعد رحيل هدسون نقل عن بليت قوله: «نحن قطعنا ربع مشوار الموسم وموقع نادي نيوبورت كونتي في جدول الترتيب ليس ما كنا نتوقعه أو ننويه».

### البحرين
في 21 مارس 2012 تم تعيين هدسون مدربا لمنتخب البحرين تحت 23 سنة لكرة القدم. تم جلبه لتدريب المنتخب الوطني تحت 23 والأولمبي من قبل بيتر تايلور مدرب منتخب البحرين لكرة القدم. قاد هدسون البحرين تحت 23 إلى نهائي كأس الخليج للمنتخبات الأولمبية 2012 ولكنه في نهاية المطاف خسر 2-0 من منتخب السعودية تحت 23 سنة لكرة القدم. ثم عمل هدسون تحت المدرب الأرجنتيني غابرييل كالديرون بعد إقالة بيتر تايلور في 17 أكتوبر 2012. وقع هدسون تمديدا لمدة عامين كمدرب للبحرين تحت 23 في يونيو.
خلال موسم 2012-13 قضى هدسون أيضا وقتا للدراسة مع البرتغالي جوزيه مورينيو في نادي ريال مدريد الإسباني وبعد ذلك مع الأرجنتيني مارسيلو بيلسا في نادي أتلتيك بيلباو الإسباني.
في 13 أغسطس 2013 تم تعيين هدسون مدربا للبحرين. تولى هدسون لأول مرة مسؤولية البحرين عندما خسر وديا 2-1 من الكويت في سبتمبر ثم استطاع تحقيق الفوز على ماليزيا واليمن في نوفمبر ونتيجة لذلك تأهل منتخب البحرين إلى كأس آسيا 2015. تم ترشيح هدسون لتدريب منتخب الدنمارك في أكتوبر. قاد هدسون منتخب البحرين تحت 23 إلى أول لقب له في بطولة كأس الخليج للمنتخبات الأولمبية 2013 بفوزه على السعودية في النهائي. كانت هذه أول ميدالية ذهبية رسمية يحققها منتخب البحرين تحت 23 سنة في تاريخه.
في يناير 2014 قاد هدسون البحرين إلى المركز الثالث في بطولة بطولة اتحاد غرب آسيا لكرة القدم 2014. بعد التعادل السلبي 0-0 مع عمان والعراق تأهل البحرين إلى الدور نصف النهائي من البطولة عن طريق القرعة. خسر البحرين نصف النهائي 1-0 أمام الأردن ثم استطاع تحقيق المركز الثالث من خلال ركلات الجزاء الترجيحية بعد التعادل 0-0 أمام الكويت. في فبراير 2014 وقع هدسون على تمديد العقد لمدة عامين كمدرب للبحرين. في 27 يوليو 2014 استقال هدسون من تدريب منتخب البحرين.

### نيوزيلندا
في أغسطس 2014 تم تعيين هدسون مدربا لمنتخب نيوزلندا. بعد استقالته من منصبه في البحرين انتقل هدسون إلى نيوزيلندا ليتولى تدريب منتخب الكبار بالإضافة إلى مسؤولية الإشراف على برنامج الفئات العمرية في البلاد. استطاع منتخبي تحت 20 وتحت 17 التأهل إلى الأدوار الإقصائية في بطولة كأس العالم لأول مرة. كانت أول مباراة لهودسون مع نيوزيلندا انتهت بالخسارة 3-1 من أوزبكستان في سبتمبر 2014.
في عام 2015 فازت نيوزيلندا على عمان 1-0. كما تولى هدسون تدريب منتخب نيوزيلندا تحت 23 حيث حقق الفوز في المباريات الثلاثة في الدور الأول والنصف النهائي دون دخول أي هدف في مرماه في دورة ألعاب المحيط الهادئ 2015 المؤهلة إلى دورة الألعاب الأولمبية الصيفية 2016 في ريو دي جانيرو بالبرازيل ولكن تم استبعاده بتخسيره مباراة الدور النصف النهائي لإدخال لاعب غير مؤهل بسبب خطأ إداري من الهيئة الوطنية. أدت هذه الحادثة إلى فقدان هدسون إلى بعض اللاعبين ضمن الاستعداد لمواجهة ميانمار وعمان وديا حيث واصلت الهيئة الوطنية استعراضها المفصل للعمليات الداخلية ومعلومات الأهلية لجميع اللاعبين.
في يناير 2016 انتقد هدسون الهيئة الوطنية بسبب عدم تنظيم مباريات دولية ضد خصوم مناسبين في مارس. اجتمع هدسون مع لاعبيه للمرة الأولى لهذا العام في مايو ضمن معسكر تدريب لمدة أسبوعين في أستراليا قبل كأس أوقيانوسيا للأمم 2016 الذي استضافته بابوا غينيا الجديدة. على الرغم من الاضطرار إلى تغيير الفريق بسبب «خطأ إداري» في الهيئة الوطنية بفقد اللاعبين الذين لم يعودوا مؤهلين فضلا عن عدم وجود مباريات دولية منظمة من الهيئة الوطنية فإن نيوزيلندا فاز بكأس أوقيانوسيا للأمم 2016 بعدما تغلب بركلات الجزاء الترجيحية على بابوا غينيا الجديدة إثر انتهاء الوقت الأصلي والإضافي بالتعادل 0-0 ولم يدخل مرماه طوال البطولة سوى هدف من ركلة جزاء. تحقيق كأس أوقيانوسيا للأمم جعل نيوزيلندا المنتخب الوطني الأكثر نجاحا في تاريخ المنافسة بعد أن فاز بالبطولة خمس مرات والذي أهلهم أيضا للمشاركة في بطولة كأس القارات 2017 في روسيا. في سبتمبر 2016 عين هدسون مدرب هال سيتي وكريستال بالاس وليستر سيتي ومنتخب إنجلترا تحت 21 ومنتخب إنجلترا بيتر تايلور مساعدا له. عند توليه المهمة أشاد تايلور بعمل هدسون بتطوير نيوزيلندا.
في أكتوبر 2016 بعد مباراتين ضد المكسيك والولايات المتحدة (خسارة 2-1 وتعادل 1-1 على التوالي) فإن كابتن منتخب نيوزيلندا السابق ريان نيلسن قال أن المنتخب قد ارتفع بمستوى تحت قيادة هدسون و«لم يشاهد منتخب نيوزيلندا يلعب بهذه الطريقة سابقا». كان هدسون من المرشحين لتولي تدريب أندية ديربي كاونتي ونورويتش سيتي وأنه رفض فعليا عرض من ميلتون كينز دونز. نفى هدسون أنه قريب من التعاقد مع ديربي كاونتي مشيرا إلى أنه «لم يكن هناك أي اتصال بينه وبين ديربي».
في مارس 2017 قاد هدسون نيوزيلندا إلى المرحلة الثالثة من تصفيات كأس العالم الأوقيانوسية بعدما حقق المركز الأول في المجموعة أ. خلال إعداد نيوزيلندا لتصفيات كأس العالم ضد فيجي أشاد الدولي النيوزلندي السابق تومي سميث بالمهنية التي حققها المنتخب الوطني. أدلى هدسون ببيان غير دقيق فيما يتعلق بإحصاءات سجلات نيوزيلندا. كان بيان هدسون: «خسر مباراة واحدة في غضون عامين» و«تسجيل 26 هدفا ودخول 5 أهداف» في الواقع بما في ذلك سجل منتخب نيوزيلندا تحت 23 من بعد المباراة مع كوريا الجنوبية في 31 مارس 2015.
في يونيو 2016 قاد هدسون نيوزيلندا إلى كأس القارات 2017 كأقل فريق في التصنيف باحتلاله المركز 95 في ذلك الوقت. المباراة الأولى كانت ضد المضيف روسيا حيث تعرضوا للخسارة 0-2. المباراة الثانية ضد المكسيك كانت قريبة من حيث الأخذ بزمام المبادرة ولكن انتهت جهودهم بالخسارة 1-2 وبالتالي الخروج المبكر من البطولة. على الرغم من الخروج فقد أشاد مدرب البرتغال فرناندو سانتوس نيوزيلندا بأنه «المنتخب الذي يمكن أن يفاجئ أي شخص» بعد أدائهم ضد المكسيك. في المباراة الأخيرة خسروا من البرتغال واحتلت نيوزيلندا المركز الرابع والأخير في المجموعة أ. على الرغم من ذلك تمت الإشادة بهدسون من الصحافة في الخارج بما في ذلك البرتغال وكوريا الجنوبية وكذلك من كابتن نيوزيلندا وينستون ريد واللاعب ريان توماس «للتحسينات» المستمرة من التدريبات والبيئة.
في سبتمبر 2017 فازت نيوزيلندا في نهائي تصفيات كأس العالم الأوقيانوسية على جزر سليمان 8-3 في مجموع المباراتين وبالتالي التأهل إلى الملحق القاري لمواجهة صاحب المركز الخامس في تصفيات كأس العالم الأمريكية الجنوبية بيرو. هذه المباراة مثلت أول مباراة تقام في نيوزيلندا ضد منتخب يحتل إحدى المراكز المائة الأولى في تصنيف المنتخبات في السنوات الثلاث والنصف الأخيرة.
في نوفمبر 2017 سيواجه هدسون مع نيوزلندا بيرو صاحبة المركز العاشر في تصنيف المنتخبات في مباراتي ذهاب وإياب للتأهل إلى كأس العالم لكرة القدم 2018 في روسيا. بعد التعادل السلبي 0-0 في ويلينغتون فازت بيرو على نيوزيلندا 2-صفر في ليما وتأهلت لكأس العالم في المجموع. هدسون في وقت لاحق أعلن استقالته من تدريب نيوزيلندا بعد عدم التأهل لكأس العالم على الرغم من رغبة الرئيس التنفيذي النيوزيلندي أندي مارتن ببقائه. بعد رحيل هدسون وصف مارتن هدسون كأحد أفضل المدربين لنيوزيلندا وأنه ترك وراءه معيار للمهنية الذي لم يكن موجودا قبل مجيئه.
كجزء من برنامج الأداء الرياضي العالي النيوزليندي فإن هدسون قضى أيضا وقتا مع مدرب أول بلاكس ستيف هانسن ومساعده واين سميث وكذلك مدرب كروسيدرز سكوت روبرتسون. هدسون له علاقة وثيقة مع هانسن حيث اشترك أول بلاكس في التدريبات مع منتخب نيوزيلندا لكرة القدم.

### كولورادو رابيدز
في 29 نوفمبر 2017 تم الإعلان عن هدسون كمدرب جديد لفريق كولورادو رابيدز في الدوري الأمريكي لكرة القدم. في عمر 36 أصبح هدسون أصغر مدرب في تاريخ كولورادو رابيدز وكذلك أصغر مدرب في موسم 2018.

## إحصائيات تدريبية
آخر تحديث مباراة التي لعبت حتى 23 نوفمبر 2017.
| الفريق                 | من             | إلى            | السجل   | السجل      | السجل | السجل | السجل  | المصدر  |
| المباريات              | الفوز          | التعادل        | الخسارة | نسبة الفوز |       |       |        | المصدر  |
| ---------------------- | -------------- | -------------- | ------- | ---------- | ----- | ----- | ------ | ------- |
| ريال ماريلاند مونارشس  | أكتوبر 2008    | 2010           | 45      | 13         | 11    | 21    | 28.89  | [ 95 ]  |
| نيوبورت كونتي          | 1 أبريل 2011   | 28 سبتمبر 2011 | 18      | 5          | 5     | 8     | 27.78  | [ 96 ]  |
| منتخب البحرين تحت 23   | 21 مارس 2012   | 1 أغسطس 2014   | 10      | 6          | 2     | 2     | 60.00  | [ 97 ]  |
| منتخب البحرين          | 13 أغسطس 2013  | 1 أغسطس 2014   | 12      | 3          | 6     | 3     | 25.00  | [ 98 ]  |
| منتخب نيوزيلندا تحت 23 | 1 أغسطس 2014   | 23 نوفمبر 2017 | 4       | 3          | 0     | 1     | 75.00  | [ 99 ]  |
| منتخب نيوزيلندا        | 1 أغسطس 2014   | 23 نوفمبر 2017 | 27      | 9          | 7     | 11    | 33.33  | [ 100 ] |
| كولورادو رابيدز        | 29 نوفمبر 2017 | حتى الآن       | 0       | 0          | 0     | 0     | —      |         |
| المجموع                | المجموع        | المجموع        | 116     | 39         | 31    | 46    | 033٫62 |         |

## إنجازات تدريبية
ريال ماريلاند.
- تصفيات الصعود 2009[16]

منتخب البحرين
- الميدالية البرونزية في بطولة اتحاد غرب آسيا لكرة القدم 2014[101]
- التأهل إلى كأس آسيا 2015 في أستراليا[102]

منتخب البحرين تحت 23
- كأس الخليج العربي تحت 23 سنة: بطل 2013[103]
- كأس الخليج العربي تحت 23 سنة: وصيف 2012up[103]

منتخب نيوزيلندا
- كأس أوقيانوسيا للأمم: بطل 2016[104]
- التأهل إلى كأس القارات 2017[104]
- الملحق القاري في تصفيات كأس العالم لكرة القدم 2018[105]

## الحياة الشخصية
هدسون هو ابن لاعب تشيلسي وستوك سيتي وأرسنال ومنتخب إنجلترا السابق آلان هدسون. بصرف النظر عن لغته الأم الإنجليزية فإن هدسون يتحدث أيضا الإسبانية.
خلال نهاية مسيرته في كرة القدم وبداية مسيرته التدريبية سعى هدسون للحصول على مساعدة من منظمة المدمن المجهول الذين ساعدوه على الإقلاع عن شرب الخمور في عام 2005. كان هدسون رصين منذ شفائه وتطوع للعمل في السجون والمستشفيات في الولايات المتحدة والمملكة المتحدة ونيوزيلندا لمساعدة الناس الذين يعانون من مشاكل الشراب.